# Scaevola densevestita
Scaevola densevestita är en tvåhjärtbladig växtart som beskrevs av Karel Domin. Scaevola densevestita ingår i släktet Scaevola och familjen Goodeniaceae. Inga underarter finns listade i Catalogue of Life.